# Moroz Lake (sjö i Kanada, Saskatchewan)
Moroz Lake är en sjö i Kanada.   Den ligger i provinsen Saskatchewan, i den centrala delen av landet, 2 100 km nordväst om huvudstaden Ottawa. Moroz Lake ligger 314 meter över havet.
I omgivningarna runt Moroz Lake växer i huvudsak barrskog. Trakten runt Moroz Lake är nära nog obefolkad, med mindre än två invånare per kvadratkilometer.